# Euphorbia francoisii
Euphorbia francoisii Leandri es una especie fanerógama perteneciente a la familia de las euforbiáceas. 

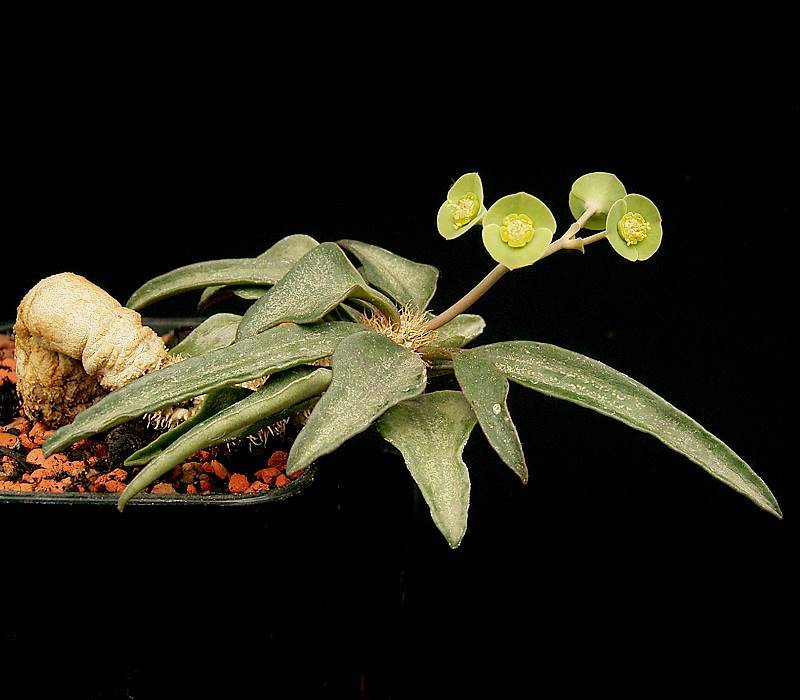
Vista de la planta

## Distribución
Es endémica de Madagascar en la Provincia de Toliara.  Su natural hábitat son los bosques secos tropicales o subtropicales o zonas de arbustos. Está amenazado por la pérdida de hábitat.

## Descripción
Es una planta suculenta sin espinos arbusto con hábito de áras húmedas a una altitud de  0-499 metros. Endémica de Madagascar.

## Variedades
- Euphorbia francoisii var. crassicaulis Rauh 1966. Está catalogado como vulnerable, que es una evaluación provisional en espera de más información, pero parece ser aún más restringido en su distribución y, posiblemente, amenazadas como la típica variedad.  Por lo tanto la especie en su conjunto se considera En Peligro Crítico.
- Euphorbia francoisii var. francoisii crece cerca de la ciudad de Fort-Dauphin, cerca de una guardería. El hábitat está muy degradado y es regularmente destruido por los incendios, por lo tanto, toda el área es tratada como una única ubicación.

## Taxonomía
Euphorbia francoisii fue descrita por Jacques Désiré Leandri y publicado en Notulae Systematicae. Herbier du Museum de Paris 12: 161. 1946.
Etimología
Euphorbia: nombre genérico que deriva del médico griego del rey Juba II de Mauritania (52 a 50 a. C. - 23), Euphorbus, en su honor – o en alusión a su gran vientre –  ya que usaba médicamente Euphorbia resinifera. En 1753 Carlos Linneo asignó el nombre a todo el género.
 francoisii: epíteto otorgado en honor de E. Francois, propietario de las tierras donde se descubrió la planta.